# Vívás a 2010. évi nyári ifjúsági olimpiai játékokon
A 2010. évi nyári ifjúsági olimpiai játékokon a vívás versenyszámainak Szingapúrban az International Convention Centre adott otthont augusztus 15. és 18. között. A fiúknál és lányoknál is 3–3 egyéni versenyszámot, ezen kívül egy vegyes csapat versenyszámot is rendeztek, amelyben azonos kontinens vívói alkottak csapatokat.

## Éremtáblázat
Magyarország eltérő háttérszínnel kiemelve.
| 2010. évi nyári ifjúsági olimpiai játékok éremtáblázata vívásban | 2010. évi nyári ifjúsági olimpiai játékok éremtáblázata vívásban | 2010. évi nyári ifjúsági olimpiai játékok éremtáblázata vívásban | 2010. évi nyári ifjúsági olimpiai játékok éremtáblázata vívásban | 2010. évi nyári ifjúsági olimpiai játékok éremtáblázata vívásban | Olimpia  |
| ---------------------------------------------------------------- | ---------------------------------------------------------------- | ---------------------------------------------------------------- | ---------------------------------------------------------------- | ---------------------------------------------------------------- | -------- |
|                                                                  | Ország                                                           | Arany                                                            | Ezüst                                                            | Bronz                                                            | Összesen |
| 1.                                                               | Olaszország (ITA)                                                | 3                                                                | 2                                                                | 0                                                                | 5        |
| 2.                                                               | Oroszország (RUS)                                                | 1                                                                | 1                                                                | 0                                                                | 2        |
| –                                                                | Nemzetek vegyes csapatai                                         | 1                                                                | 1                                                                | 1                                                                | 3        |
| 3.                                                               | Dél-Korea (KOR)                                                  | 1                                                                | 0                                                                | 1                                                                | 2        |
| 4.                                                               | Kína (CHN)                                                       | 1                                                                | 0                                                                | 0                                                                | 1        |
|                                                                  |                                                                  |                                                                  |                                                                  |                                                                  |          |
| 5.                                                               | Egyesült Államok (USA)                                           | 0                                                                | 2                                                                | 0                                                                | 2        |
| 6.                                                               | Németország (GER)                                                | 0                                                                | 1                                                                | 2                                                                | 3        |
|                                                                  |                                                                  |                                                                  |                                                                  |                                                                  |          |
| 7.                                                               | Magyarország (HUN)                                               | 0                                                                | 0                                                                | 1                                                                | 1        |
|                                                                  | Kanada (CAN)                                                     | 0                                                                | 0                                                                | 1                                                                | 1        |
|                                                                  | Lengyelország (POL)                                              | 0                                                                | 0                                                                | 1                                                                | 1        |
|                                                                  |                                                                  |                                                                  |                                                                  |                                                                  |          |
| Összesen                                                         | Összesen                                                         | 7                                                                | 7                                                                | 7                                                                | 21       |

## Érmesek
Magyarország sportolói eltérő háttérszínnel kiemelve.

### Fiú
| Versenyszám                           | Arany                              | Ezüst                                        | Bronz                              |
| ------------------------------------- | ---------------------------------- | -------------------------------------------- | ---------------------------------- |
| Párbajtőr Döntő: augusztus 16., 19:20 | Marco Fichera · Olaszország (ITA)  | Nikolaus Bodoczi · Németország (GER)         | Alexandre Lyssov · Kanada (CAN)    |
| Tőr Döntő: augusztus 17., 20:30       | Edoardo Luperi · Olaszország (ITA) | Alexander Massialas · Egyesült Államok (USA) | Kwang Hyun Lee · Dél-Korea (KOR)   |
| Kard Döntő: augusztus 15., 19:00      | Jong Hun Song · Dél-Korea (KOR)    | Leonardo Affede · Olaszország (ITA)          | Richard Hubers · Németország (GER) |

### Lány
| Versenyszám                           | Arany                               | Ezüst                                  | Bronz                                   |
| ------------------------------------- | ----------------------------------- | -------------------------------------- | --------------------------------------- |
| Párbajtőr Döntő: augusztus 17., 21:00 | Sheng Lin · Kína (CHN)              | Alberta Santuccio · Olaszország (ITA)  | Martyna Swatowska · Lengyelország (POL) |
| Tőr Döntő: augusztus 15., 19:20       | Camilla Mancini · Olaszország (ITA) | Victoria Alekseeva · Oroszország (RUS) | Lupkovics Dóra · Magyarország (HUN)     |
| Kard Döntő: augusztus 16., 19:00      | Yana Egoryan · Oroszország (RUS)    | Celina Merza · Egyesült Államok (USA)  | Anja Musch · Németország (GER)          |

### Vegyes csapat
A vegyes csapat versenyszámban a csapatok tagjai azonos kontinens sportolói voltak. Mindegyik csapatban 3 fiú és 3 lány szerepelt, mindhárom fegyvernem vívóiból egy-egy. Az azonos nemű és azonos fegyvernem sportolói egy-egy mérkőzést vívtak, így egy mérkőzésen összesen hat csörtét rendeztek.
| Versenyszám                               | Arany | Ezüst | Bronz |
| ----------------------------------------- | --- | --- | --- |
| Vegyes csapat Döntő: augusztus 18., 15:10 | Európa 1 · Yana Egoryan (RUS) · Marco Fichera (ITA) · Camilla Mancini (ITA) · Leonardo Affede (ITA) · Alberta Santuccio (ITA) · Edoardo Luperi (ITA) | Európa 2 · Anja Musch (GER) · Nikolaus Bodoczi (GER) · Victoria Alekseeva (RUS) · Richard Hubers (GER) · Martyna Swatowska (POL) · Tevfik Burak Babaoglu (TUR) | Amerika 1 · Celina Merza (USA) · Alexandre Lyssov (CAN) · Alanna Goldie (CAN) · Will Spear (USA) · Katharine Holmes (USA) · Alexander Massialas (USA) |